# José de Armas (político peruano)
José de Armas, (Lima, fines del siglo XVIII – Lima, siglo XIX) fue un abogado, magistrado y político peruano. Fue ministro de Relaciones Exteriores del Perú, en el primer gobierno de Agustín Gamarra (1830).

## Biografía
Cursó Derecho en la Universidad Nacional Mayor de San Marcos y se recibió de abogado ante la Real Audiencia. Pasó a formar parte del Ilustre Colegio de Abogados de Lima. Llegó a ser presidente de la Corte Superior de Lima y vocal de la Corte Suprema de Justicia.
A poco tiempo de iniciarse el gobierno provisorio del mariscal Agustín Gamarra fue nombrado ministro de Relaciones Exteriores, en reemplazo de Mariano Alejo Álvarez, quien fue enviado como ministro plenipotenciario a Bolivia. En su corto período en la cancillería, de octubre a diciembre de 1829, empezó a tratarse los asuntos fronterizos del norte con el ministro plenipotenciario de la Gran Colombia en Lima, Tomás Cipriano de Mosquera. Poco antes se había firmado la paz con dicha nación, tras una guerra en la que no hubo ni vencedores ni vencidos.
Su sucesor en la cancillería fue José María de Pando, que se mostró firme en defender el statu quo fronterizo, frente a las ambiciones desmesuradas de la Gran Colombia, ambiciones que por desgracia heredaría la República del Ecuador, que nació en 1830, al fragmentarse precisamente aquella.
| Predecesor: Mariano Alejo Álvarez | Ministro de Relaciones Exteriores del Perú 16 de octubre de 1829 a 31 de diciembre de 1829 | Sucesor: José María Pando |